# Enlabs
Enlabs är ett svenskt onlinespelföretag som erbjuder kasinospel och vadslagning till ett antal internationella marknader där Baltikum är den största. Enlabs står för Entertainment Laboratories.
Företaget driver egna varumärken som Optibet, Laimz , Bestpoker,  "Nutz" och "Ninjacasino".
Enlabs huvudkontor finns i Riga men företaget har även kontor i Tallinn, Vilnius, Minsk, Malta, Marbella,  och Stockholm. Antalet anställda i koncernen är ungefär 500.
I mars 2021 förvärvades Enlabs av Brittiska Entain Group för 3,7 miljarder SEK. Innan dess var Enlabs noterat på Nasdaq First North Growth Market.

## Enlabs historia
År 2005 registrerades Redbet Holding AB hos Bolagsverket. Redbet Holding AB förvärvade flera gamingföretag, som Redbet Technology AB, SIA Teletoto (byter senare namn till Optibet) och Pullman Gaming NV.
2008 bildades Redbet Gaming Ltd. Redbet Gaming förvärvade några spelbolag med fokus på kortspel.
År bytte moderbolaget namn till Nordic Leisure AB och 2014 slutförde Nordic Leisure försäljningen av Redbet Gaming. 2016 förvärvade det Maltabaserade BestBet Group.
2017 förvärvar NLAB den litauiska speloperatören Baltic Bet. NLAB innehar nu spellicenser i alla baltiska länder och har utökat till 180 anställda.
I november 2018 byter bolaget namn från Nordic Leisure AB till Enlabs AB.
Den 10 juni 2020 förvärvar Enlabs AB 29,9 procent i Global Gaming 555 och blir därmed största aktieägare i bolaget. Den 26 augusti 2020 meddelar Enlabs AB att de förvärvat ytterligare 9 878 086 aktier i Global Gaming 555 AB för 11 kronor per aktie (50 procent av aktierna betalas kontant och resterande 50 procent i form av nyemitterade aktier i Enlabs). Genom förvärvet ökar Enlabs sitt aktieägande från 29,89 procent till 54,06 procent av samtliga aktier och röster i Global Gaming. Förvärvet innebär att Enlabs är skyldigt att lämna ett offentligt uppköpserbjudande avseende resterande aktier i Global Gaming. Enligt uppköpserbjudandet värderas alla aktier i Global Gaming till ungefär 450 miljoner svenska kronor.
Den 15 september 2020 förvärvar Enlabs AB 66,5 procent i Shogun Group, ett maltesiskt nätspelsföretag.